# Vigala (Fluss)

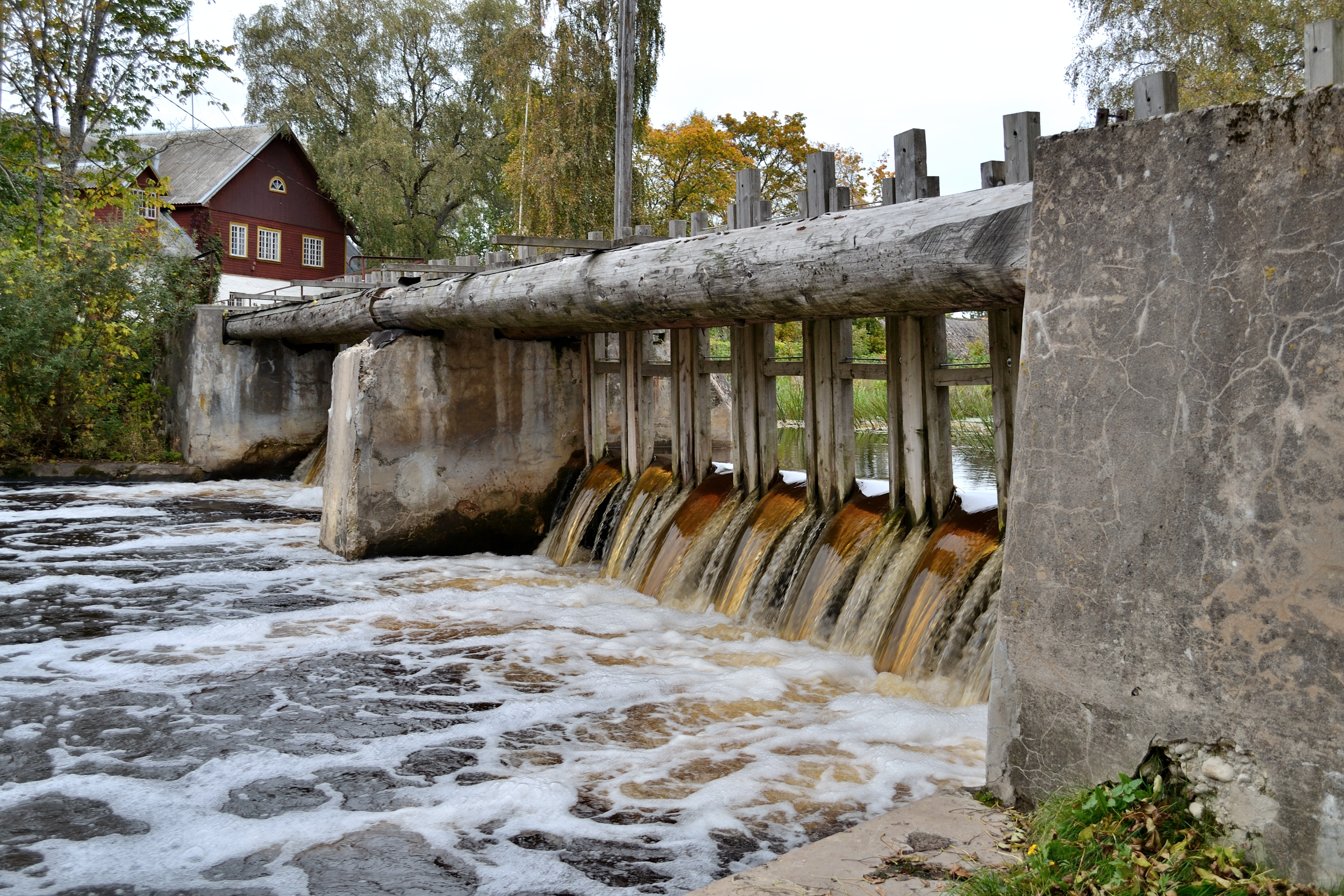
Stauwehr bei der Mühle von Kabala

Die Vigala (estnisch Vigala jõgi, baltendeutsch: Fickelscher Bach) ist ein Fluss in Estland.
Die Vigala entspringt am Nordrand des Moors von Kaeva (Gemeinde Tapa). Ihre Länge beträgt 95 km. An ihrem Ufer liegt unter anderem die Stadt Rapla. Das Einzugsgebiet des Flusses beträgt insgesamt 1520 km². Beim Dorf Vana-Vigala bildet sich im Winter ein Eisrad. Am Unterlauf des Flusses kommt es im Frühjahr besonders beim Dorf Rumba (Gemeinde Lääneranna) häufig zu Überschwemmungen.
Die Vigala mündet in den Fluss Kasari, 24,7 km bevor dieser in der Bucht von Matsalu in die Ostsee mündet. Er ist gleichzeitig der wasserreichste Nebenfluss des Kasari.
Die wichtigsten Nebenflüsse sind am rechten Ufer der Fluss Kodila (Kodila jõgi) und der Konuvere-Bach (Konuvere oja), am linken Ufer die Flüsse und Bäche Kuusiku (Kuusiku jõgi), Ahtama (Ahtama oja), Türingi (Türingi oja) und Velise (Velise jõgi).
In Konuvere (Gemeinde Märjamaa) wurde 1861 eine Brücke über den Fluss errichtet. Die 110 m lange Steinbrücke ist heute Teil der Straßenverbindung zwischen Tallinn und Pärnu und estnisches Baudenkmal.
Früher gab es an der Vigala zahlreiche Wassermühlen. Allein 1798 wurden insgesamt zwölf Mühlen verzeichnet. Die zweitälteste Wassermühle Estlands wurde dort 1764 bei Sulu (Gemeinde Märjamaa) am Gutshof Haimre in Betrieb genommen.